# Pseuderanthemum lilacinum
Pseuderanthemum lilacinum är en akantusväxtart som beskrevs av Otto Stapf. Pseuderanthemum lilacinum ingår i släktet Pseuderanthemum och familjen akantusväxter. Inga underarter finns listade i Catalogue of Life.

## Bildgalleri

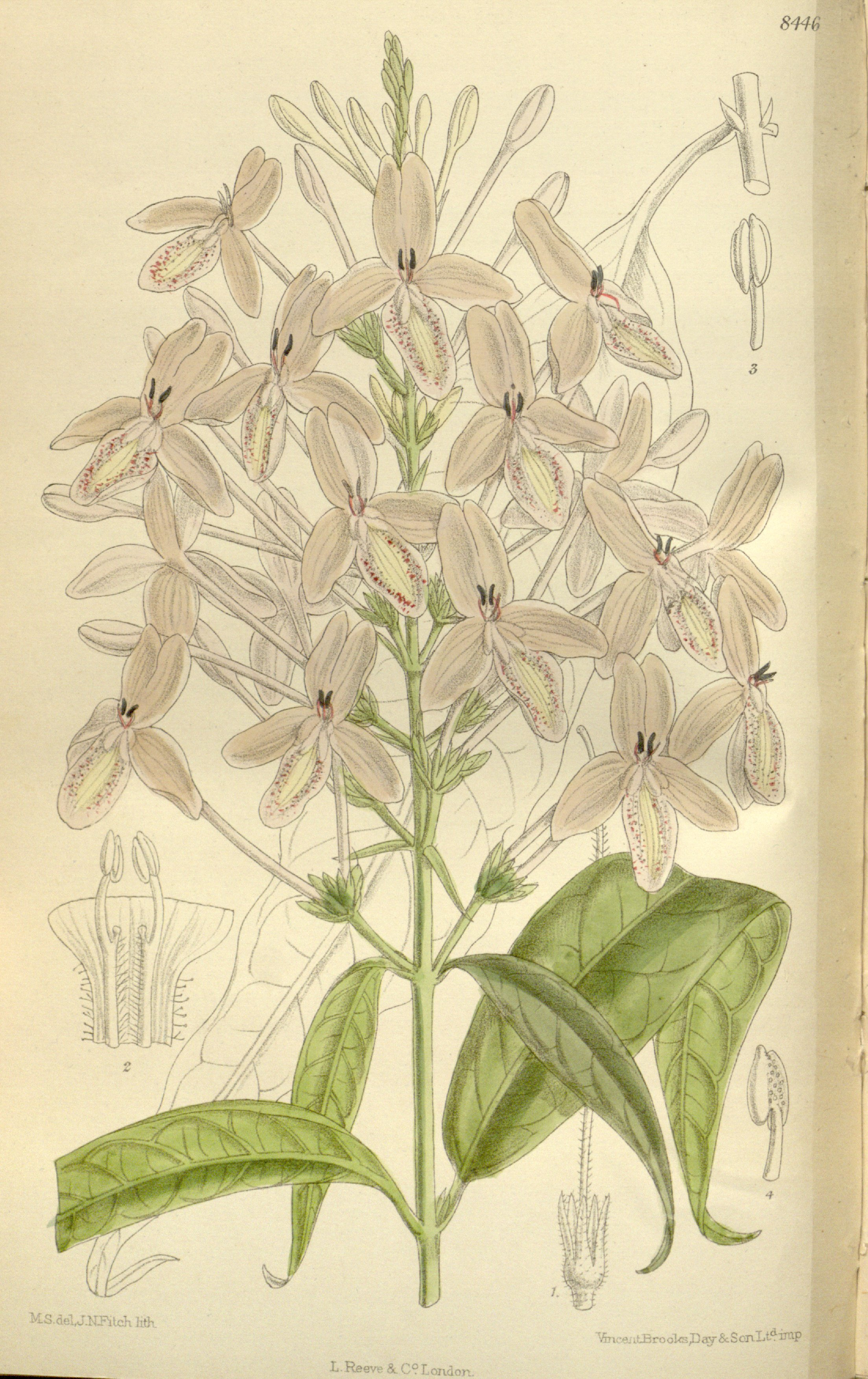